# Sara Mingardo
Sara Mingardo (Mestre, 2 de março 1961) é uma cantora de ópera italiana, com a voz de contralto.

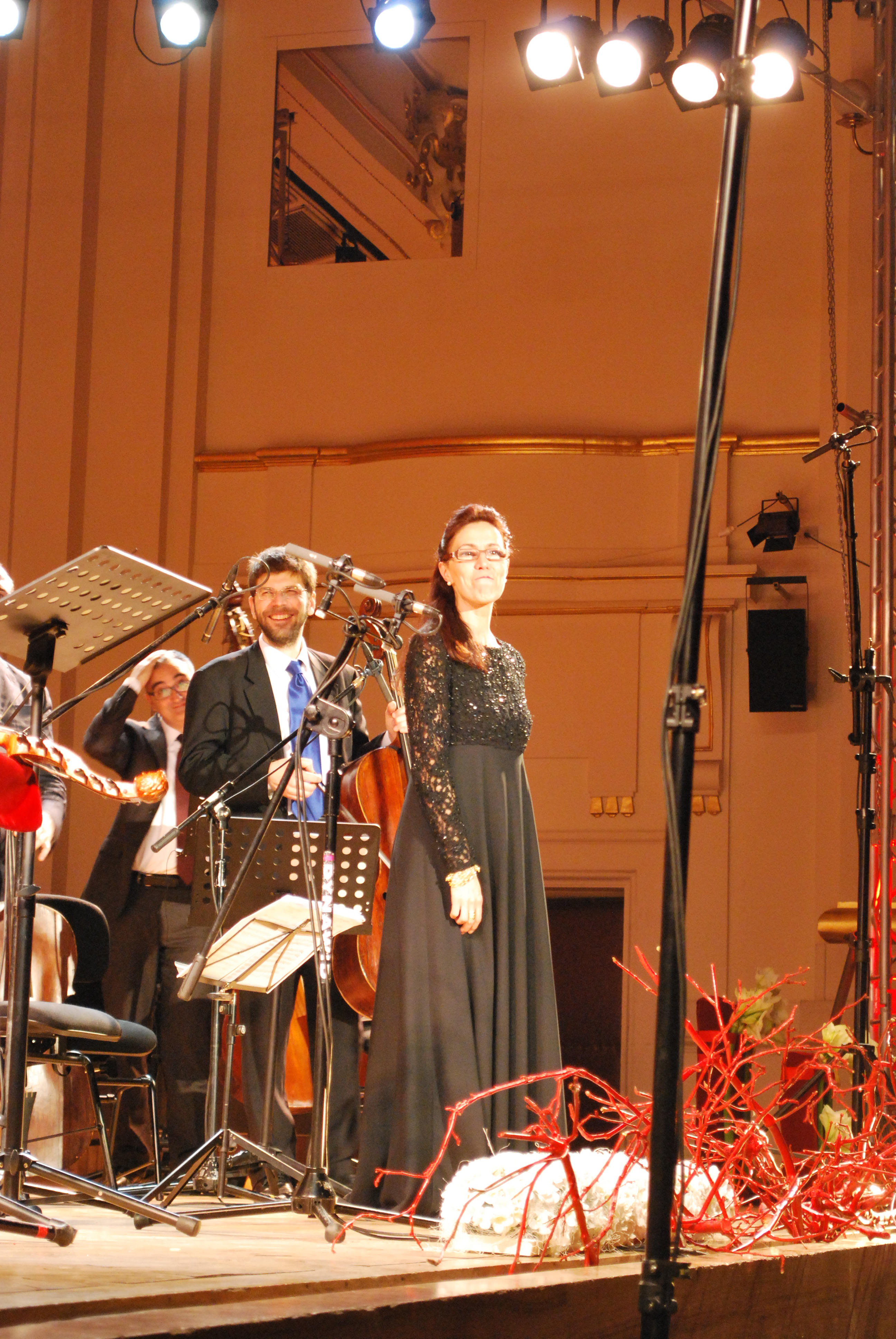
'Sara Mingardo

Assim como Marietta Alboni, Sara Mingardo é um dos poucos contraltos do mundo da ópera. É caracterizada pela apresentação clara e direta com uma voz forte e estável. Estudou no Conservatório Benedetto Marcello, em Veneza, e na Accademia Musicale Chigiana, em Siena. Ela fez sua estreia em 1987 com a ópera Il matrimonio segreto do compositor italiano Domenico Cimarosa. Hoje ela é uma das cantoras internacionalmente mais requisitadas. No venerável Conservatório Santa Cecília, ela tem trabalhado como professora de canto barroco.
É casada com o barítono José Fardilha.